# Velutina undata
Velutina undata är en snäckart som först beskrevs av T. Brown 1839.  Velutina undata ingår i släktet Velutina och familjen Velutinidae. Inga underarter finns listade i Catalogue of Life.